# Martin López de Azlor
Martín López de Azlor (¿?-1313, Huesca) fue un eclesiástico aragonés que ejerció como obispo de Huesca entre el 1300 y el 1313

## Biografía
Aunque el lugar y fecha de su nacimiento son desconocidos, se sabe que formaba parte de la familia noble de los Azlor.
En un primer momento fue elegido por los cabildos de Huesca, donde era canónigo, y Jaca para suceder a Jaime Sarroca en el 1290 pero la decisión se encontró con la protesta de Pedro del Rey, quien era sacristán de Lérida al igual que canónigo en Huesca, por lo que su elección terminó siendo invalidada por el papa Nicolás IV, quien eligió a Ademar, el provincial de la Orden de los Predicadores en la Corona de Aragón. Esto causó un conflicto con el cabildo, que llegó a privar a los capitulares de sus bienes, pero que fue apaciguado en tres meses por el obispo electo y que no volvería a causar más problemas durante el resto de su obispado.

## Obispado
Tras la muerte de Ademar en el 1300 Martín volvió a ser elegido por los cabildos de Huesca y Jaca, siendo esta vez confirmado por el arzobispo de Tarragona, Rodrigo Tello el 1 de septiembre del 1300.
Cuando fue elegido obispo se encontró con dos problemas, la secularización de la catedral y reorganizar el cabildo, el primer problema se resolvió mediante una bula papal de Bonifacio VIII el 31 de enero de 1302, mientras que para la reorganización del cabildo realizó varios capítulos generales donde fijó el número de canónigos en veinte y las dignidades en nueve, que sólo podrían recaer en oscenses, siendo esta medida una reacción al aumento de catalanes en el cabildo tras el obispado de Sarroca.
Como otros obispos oscenses desde el siglo XII, protestó por la posesión navarra del arcedianato de la Valldonsella, que incluía las comarcas de Biel, Luesia y Uncastillo, aunque no consiguió revertir la situación.
Durante su obispado impulsó las obras de la Catedral de Huesca, concluyendo durante su mandato la construcción de los cinco ábsides del templo y la sacristía vieja, al igual que la construcción de los muros del crucero y de las capillas de las naves laterales hasta casi completarlos.  

## Labor diplomática
Durante su obispado participó a menudo dentro de los distintos esfuerzos diplomáticos aragoneses, como fue la firma de la sentencia arbitral de Torrellas donde acompañó al entonces obispo de Zaragoza o la inclusión del brazo eclesiástico dentro de las Cortes de Aragón, que hasta entonces sólo contaban con tres, nobles, infanzones y las Universidades, asistiendo a la primera con este cambio en Zaragoza en 1301 y a las siguientes en Daroca.

## Muerte y sucesión
Según Durán Gudiol falleció el 25 de agosto del 1324 mientras que el Ramón de Huesca y Vicente Catalina ubican el obispado del franciscano Martín Oscabio entre el 1313 y el 1324, quien según Latassa fue elegido tras la muerte de Azlor el 23 de marzo de 1313 poco después de asistir a un capítulo general de la diócesis, pero en el 1324 el papa Juan XXII anuló la elección y nombró como obispo a Gastón de Montcada, canónigo de Barcelona y hermano de la reina Elisenda quien a su vez estaba casada con Jaime II de Aragón.